# Potrace
Potrace es un software multiplataforma de código abierto que convierte imágenes de mapa de bits en gráficos vectoriales . Está escrito y mantenido por Peter Selinger.

## Usos
Hay varias interfaces gráficas disponibles para la aplicación de línea de comandos Potrace. En particular, se ha integrado con Inkscape como extensión, dándole la capacidad de traducir imágenes de mapa de bit a vectoriales. FontForge, es un editor de fuentes que usa Potrace para importar una imagen de mapa de bits a un tipo de letra. Potrace también es utilizado por el programa de grabado musical LilyPond.

## Propiedades
La entrada y salida de los archivos en Potrace son en blanco y negro (las imágenes en color pasan a escala de grises). Sin embargo, Inkscape es capaz de producir imágenes en color al descomponer cada canal en varias imágenes en blanco y negro y rastrearlas por separado con Potrace. El programa comercial Total Vectorize también usa Potrace como núcleo.
El programa tiene doble licencia como "Potrace" bajo la GPL y como "Potrace Professional" de licencia privativa por Selinger's company, Icosasoft Software, Inc.

## Ejemplos

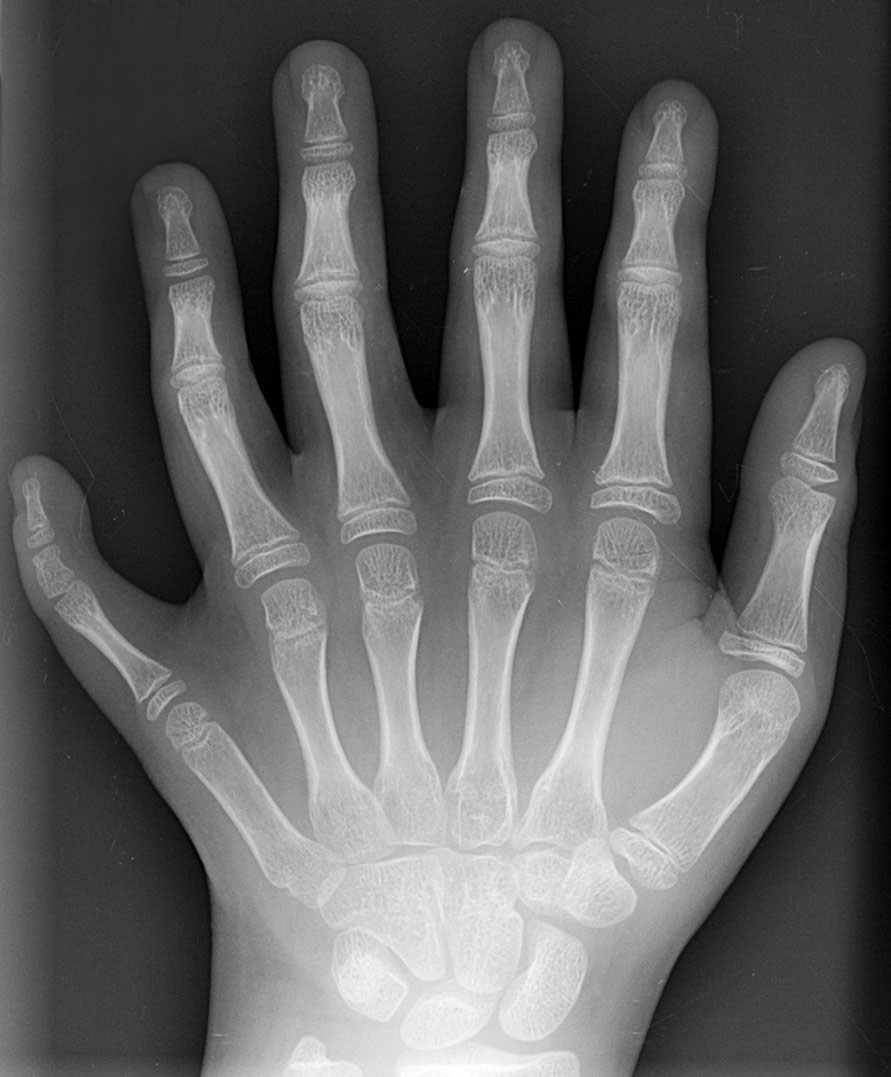
Imagen original en JPEG  (891×1,077 p, 119 KB)
Trazado con Potrace en Inkscape a imagen SVG de ocho colores en 2006 (50 KB)
Trazado con Potrace en Inkscape a imagen SVG de ocho colores en 2012 (336 KB)
Trazado con Potrace en Inkscape a imagen SVG de doce colores en 2012 (608 KB)
Trazado con Potrace en Inkscape a imagen SVG de dieciséis colores en 2012 (743 KB)

## Enaleces externos
- Wikimedia Commons alberga una categoría multimedia sobre Potrace.
- Sitio web oficial  on SourceForge
- Vince Vatter, How to make slides from handwritten notes using potrace

- Datos: Q500753
- Multimedia: Potrace / Q500753